# M'Drắk
M'Drắk (đọc là /mờ-đờ-rắc/) là một huyện nằm ở phía đông tỉnh Đắk Lắk, Việt Nam.

## Địa lý

### Vị trí địa lý

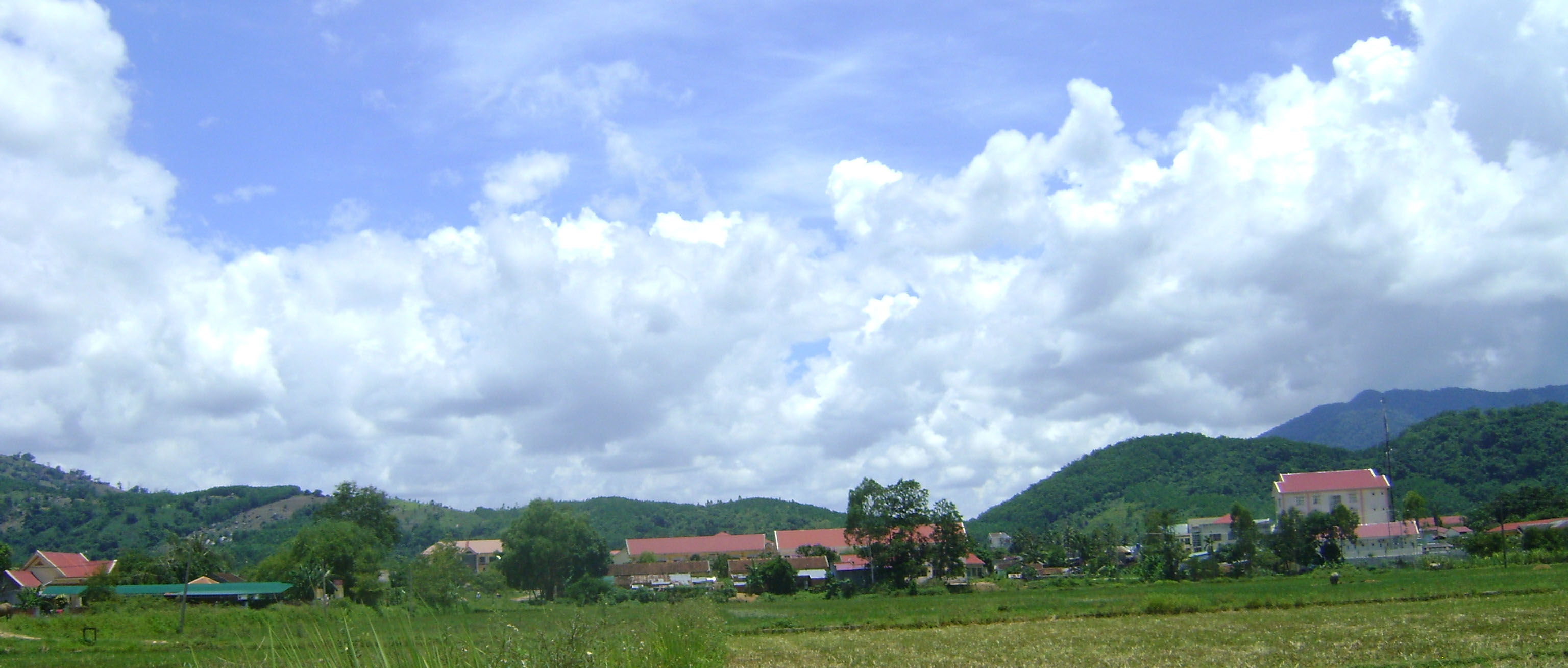
Thị trấn M'Drắk

Huyện M'Drăk nằm ở phía đông của tỉnh Đắk Lắk, nằm cách thành phố Buôn Ma Thuột khoảng 90 km, có Quốc lộ 26 đi qua, có vị trí địa lý:
- Phía đông giáp thị xã Ninh Hòa, phía nam giáp huyện Khánh Vĩnh, tỉnh Khánh Hòa
- Phía tây giáp huyện Ea Kar và huyện Krông Bông
- Phía bắc giáp huyện Sông Hinh, tỉnh Phú Yên.

Huyện có địa bàn rộng với nhiều đồi núi. Toàn huyện có 173 thôn, buôn, tổ dân phố, trong đó có 40 buôn đồng bào dân tộc thiểu số tại chỗ. Dân số của huyện có 18.392 hộ với 78.186 khẩu, có 17 dân tộc anh em cùng sinh sống, trong đó dân tộc Kinh có 40.182 người chiếm tỷ lệ  51.3 %, dân tộc thiểu số có 38.004 người chiếm tỷ lệ 48.7 %. Nền kinh tế của huyện chủ yếu dựa vào sản xuất nông, lâm nghiệp, đất đai, thổ nhưỡng kém màu mỡ, trình độ dân trí không đồng đều giữa vùng trung tâm và các vùng sâu, vùng xa, đa dạng về ngôn ngữ, phong tục tập quán và nếp sinh hoạt. Về khí hậu bị ảnh hưởng hai vùng khí hậu Đông Trường Sơn và Duyên hải Miền trung, vì vậy hàng năm thường xảy ra hạn hán và mưa dài ngày, lũ lụt gây khó khăn cho sản xuất và đời sống của nhân dân.

### Dân tộc
Các dân tộc chính trên địa bàn huyên là: Kinh, Êđê, H'Mông, Tày, Nùng, M'nông, Dao, Thái..., trong đó dân tộc Kinh chiếm trên 50%.

### Thiên nhiên

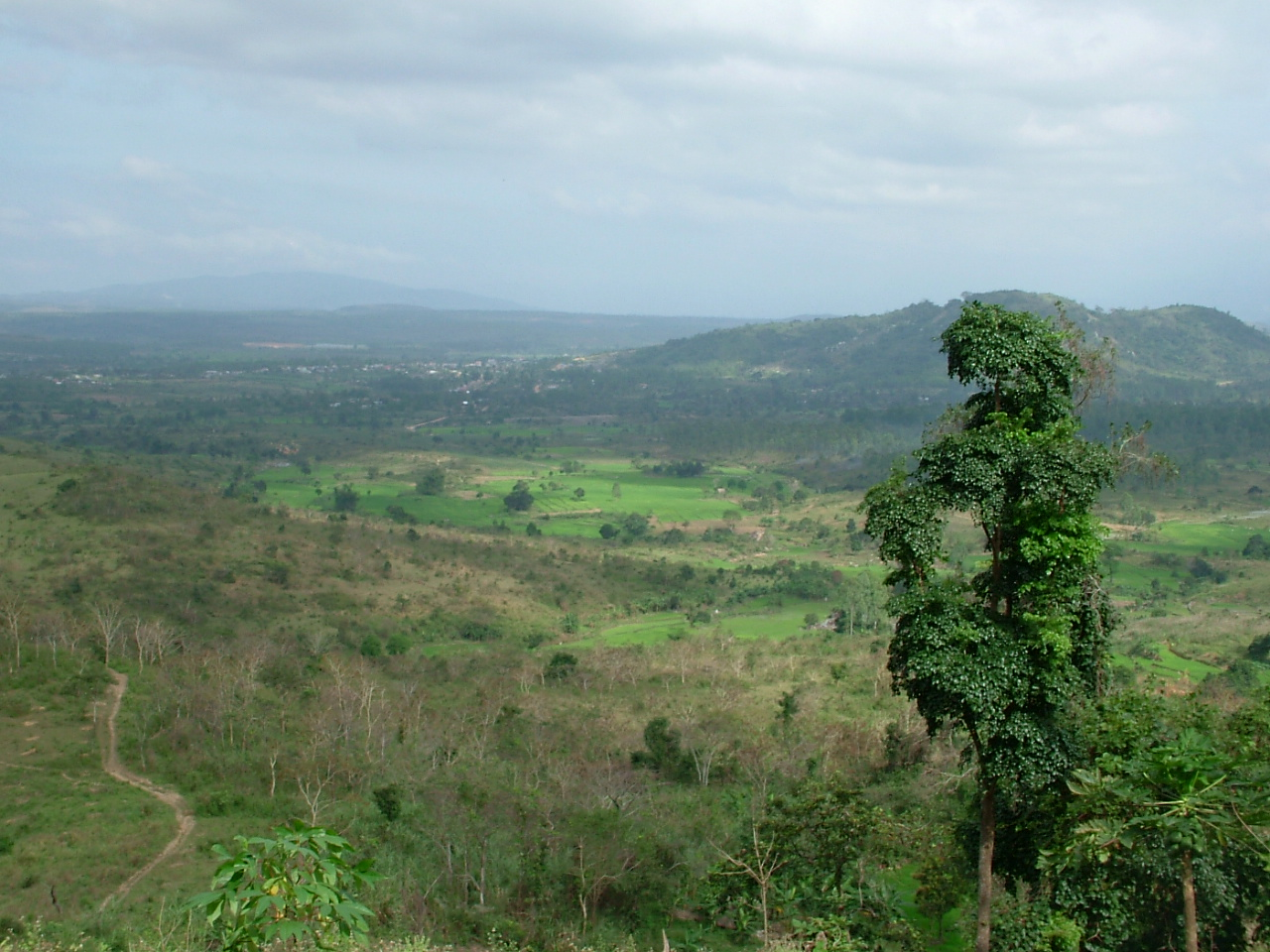
Cao nguyên M'Drăk

Phần lớn địa bàn của huyện là cao nguyên M'Drăk. Nơi đây, ngoài tài nguyên rừng dồi dào, đứng vào bậc nhất của Tây Nguyên còn có những đồng cỏ lớn thuận tiện cho chăn nuôi đại gia súc, M'Drăk là cái tên quen thuộc với rất nhiều người Việt Nam bởi được nhắc đến trong bài hát Ơi M'Drăk của nhạc sĩ Nguyễn Cường (từng được trích học trong "Âm nhạc" 7).

### Khí hậu
Nằm trong khí hậu nhiệt đới gió mùa nhưng do ở độ cao trên 800m nên khí hậu huyện có nhiều nét thú vị: nhiệt độ trung bình năm khá thấp, số giờ nắng trung bình 1.700 giờ/năm, lượng mưa trung bình hàng năm trên 2.500 mm.

## Hành chính
Huyện M'Drắk có 13 đơn vị hành chính cấp xã trực thuộc, bao gồm thị trấn M'Drắk (huyện lỵ) và 12 xã: Cư Króa, Cư M'ta, Cư Prao, Cư San, Ea Mlây, Ea Lai, Ea M'Doal, Ea Pil, Ea Riêng, Ea Trang, Krông Á, Krông Jing.

## Lịch sử
Năm 1923, tỉnh Darlac được thành lập và được đặt dưới quyền cai trị của một công sứ Pháp. Ban đầu, dưới chính quyền cấp tỉnh không phân thành các cấp hành chính như ở miền xuôi, mà chỉ có các tòa đại lý hành chính quản lý theo vùng. Mãi đến năm 1931, Toàn quyền Đông Dương ra nghị định thành lập đơn vị hành chính cấp quận ở các tỉnh Tây Nguyên, tương tự như các quận ở Nam Kỳ. Tỉnh Darlac gồm 5 quận: Buôn Mê Thuột, Buôn Hồ, Lăk, Đăk Song, M'Drắk, với 440 buôn làng.
Nghị định số 356-BNV/HC/NĐ của chính quyền Việt Nam Cộng hòa ngày 2 tháng 7 năm 1958 ấn định tỉnh Darlac có 5 quận, 21 tổng và 77 xã. Trong đó, quận Ban Mê Thuột có 4 tổng, quận Lạc Thiện (đổi tên từ quận Lăk) có 7 tổng, quận M'Đrak có 4 tổng (Ea Bar, Krong Hinh, Krong Jing, Krong Pa), quận Đak Song có 2 tổng và quận Buôn Hồ có 4 tổng.
Năm 1959, quận M'Đrak bị giải thể, 2 tổng Krong Hinh và Krong Jing được sáp nhập vào tỉnh Khánh Hòa để thành lập quận Khánh Dương thuộc tỉnh Khánh Hòa, còn 2 tổng Ea Bar và Krong Pa được sáp nhập vào tỉnh Phú Yên để thành lập quận Phú Đức thuộc tỉnh Phú Yên.
Sau năm 1975, chính quyền sáp nhập quận Khánh Dương thuộc tỉnh Khánh Hòa và quận Phước An thuộc tỉnh Darlac để thành lập huyện Krông Pắc thuộc tỉnh Đắk Lắk.
Ngày 30 tháng 8 năm 1977, Hội đồng Chính phủ ban hành Quyết định 230-CP. Theo đó, tách 2 xã Krông Jing và Ea Trang thuộc huyện Krông Pắc để thành lập huyện M'Drắk.
Ngày 20 tháng 4 năm 1978, thành lập xã Cư M'ta.
Ngày 22 tháng 2 năm 1986, chia xã Krông Jing thành 4 đơn vị hành chính: 3 xã: Krông Jing, Cư Jiang, Ea Păn và thị trấn Ea Knốp.
Ngày 13 tháng 9 năm 1986, Hội đồng Bộ trưởng ban hành Quyết định 108-HĐBT. Theo đó, tách thị trấn Ea Knốp và 2 xã: Cư Jiang, Ea Păn để thành lập huyện Ea Kar.
Huyện M'Drắk còn lại 3 xã: Cư M'ta, Ea Trang và Krông Jing.
Trong giai đoạn 1988-1994, huyện thành lập thêm 7 đơn vị hành chính: thị trấn M'Drắk và 6 xã: Cư Króa, Ea M'Doal, Ea Mlây, Ea Pil, Ea Riêng, Krông Á.
Ngày 18 tháng 11 năm 1996, chia xã Krông Jing thành 3 xã: Krông Jing, Ea Lai và Cư Prao.
Ngày 26 tháng 11 năm 2003, Quốc hội ban hành Nghị quyết 22/2003/QH11 chia tỉnh Đắk Lắk thành hai tỉnh Đắk Lắk và Đắk Nông, huyện M'Drăk thuộc tỉnh Đắk Lăk.
Ngày 27 tháng 8 năm 2007, thành lập xã Cư San trên cơ sở điều chỉnh 20.857 ha diện tích tự nhiên và 4.466 người của xã Ea Trang.
Huyện M'Drắk có 1 thị trấn và 12 xã như hiện nay.

## Giao thông
Trên địa bàn huyện có các tuyến chính: Quốc lộ 26, đường Trường Sơn Đông, Tỉnh lộ 13 (đường 693 - Xã Cư Prao), đường 693 (M'Drắk - Phú Yên). Có đường ô tô đến trung tâm tất cả các xã và được nâng cấp (nhựa hoặc bê tông hóa), các tuyến đường được đổ nhựa đầu tiên là đường Nguyễn Tất Thành (đoạn Quốc lộ 26 qua huyện M'Drăk), Tỉnh lộ 693 (đi qua các xã Krông Jin, Ea Riêng, Ea M'doal giáp huyện Sông Hinh, tỉnh Phú Yên, dài 40 km), Tỉnh lộ 13 (nối từ đường 693 đoạn tại xã Krông Jing đi xã Cư Prao, dài 30 km), Ea Pil - Cư Prao (dài 12 km)...
Hiện đã có xe buýt nối trung tâm huyện và thành phố Buôn Ma Thuột do Hợp tác xã Quyết Thắng triển khai (tuyến Express). Từ huyện, đã có tuyến xe khách đến hầu hết các cùng trên cả nước: miền Bắc, Thành phố Hồ Chí Minh, Bắc Tây Nguyên, duyên hải miền Trung, Đông Nam Bộ...
Đây cũng là địa phương có dự án Đường cao tốc Khánh Hòa – Buôn Ma Thuột đi qua đang được xây dựng.

## Kinh tế - xã hội

### Nông nghiệp
M'Drắk là vùng chuyên canh cà phê. Các cây ăn trái cũng rất phong phú, trong đó có những loại cây đặc sản như: bơ, sầu riêng, mít, vải cùng nhiều loại hoa màu: mía, đậu xanh, ngô... Huyện rất phát triển chăn nuôi bò, dê, ngựa, đà điểu.

### Công nghiệp
Huyện chú trọng khuyến khích phát triển Công nghiệp - Xây dựng do vậy tổng giá trị sản xuất Công nghiệp-Xây dựng có bước tăng đáng kể từ năm 2012 đạt 226.070 triệu đồng đến  năm 2016 đạt 543,6 tỷ đồng tăng 521 tỷ so năm 2012; Đến nay 100% số xã, thị trấn có điện lưới quốc gia. Tổng số cơ sở sản xuất công nghiệp, tiểu thủ công nghiệp vừa và nhỏ đang hoạt động trên địa bàn huyện có 92 cơ sở (trong đó có 21 doanh nghiệp, có 71 cơ sở sản xuất, kinh doanh vừa và nhỏ) đặc biệt là cơ sở sản xuất Gạch nung  sử dụng  công nghệ lò Tuy nel mang lại hiệu quả kinh tế cao với sản lượng gạch năm 2016 đạt 17/ KH.17 triệu viên năm, đạt 100% KH.

### Giáo dục
Huyện có ngành giáo dục tương đối phát triển với 15 trường mẫu giáo mầm non, 21 trường tiểu học, 12 trường trung học cơ sở trực thuộc Phòng Giáo dục; 2 trường trung học phổ thông (trường Trung học phổ thông Nguyễn Tất Thành, trường Trung học phổ thông Nguyễn Trường Tộ), 1 trường Dân tộc Nội trú và 1 Trung tâm giáo dục thường xuyên. 
Một số trường trên địa bàn huyện:
Các trường mẫu giáo: 
- Mẫu giáo Mầm non (trường chuẩn quốc gia);
- Mẫu giáo Hoa Hồng (trường chuẩn quốc gia);
- Mẫu giáo Sơn Ca; (trường chuẩn quốc gia)

Các trường tiểu học:
- Tiểu học Kim Đồng (trường chuẩn quốc gia);
- Tiểu học Võ Thị Sáu;(trường chuẩn quốc gia)

Các trường Trung học cơ sở:
- Trung học cơ sở Hùng Vương (trường chuẩn quốc gia);
- Trung học cơ sở Lê Đình Chinh (trường chuẩn quốc gia);
- Trung học cơ sở Lý Tự Trọng (trường chuẩn quốc gia).
- Trung học cơ sở Nguyễn Trãi (trường chuẩn quốc gia
- Phổ Thông Dân Tộc Bán Trú Trung Học Cơ Sở Võ Nguyên Giáp

Ngành Giáo dục huyện đã có nhiều đóng góp cho sự phát triển địa phương và ngành Giáo dục tỉnh Đắk Lắk.

### Thắng cảnh
M'Drắk có nhiều thắng cảnh như đèo Phượng Hoàng, Núi Vọng Phu và các thác nước đẹp như Thác Đray K'nao và Thác Ea M'doan.

## Thư viện ảnh

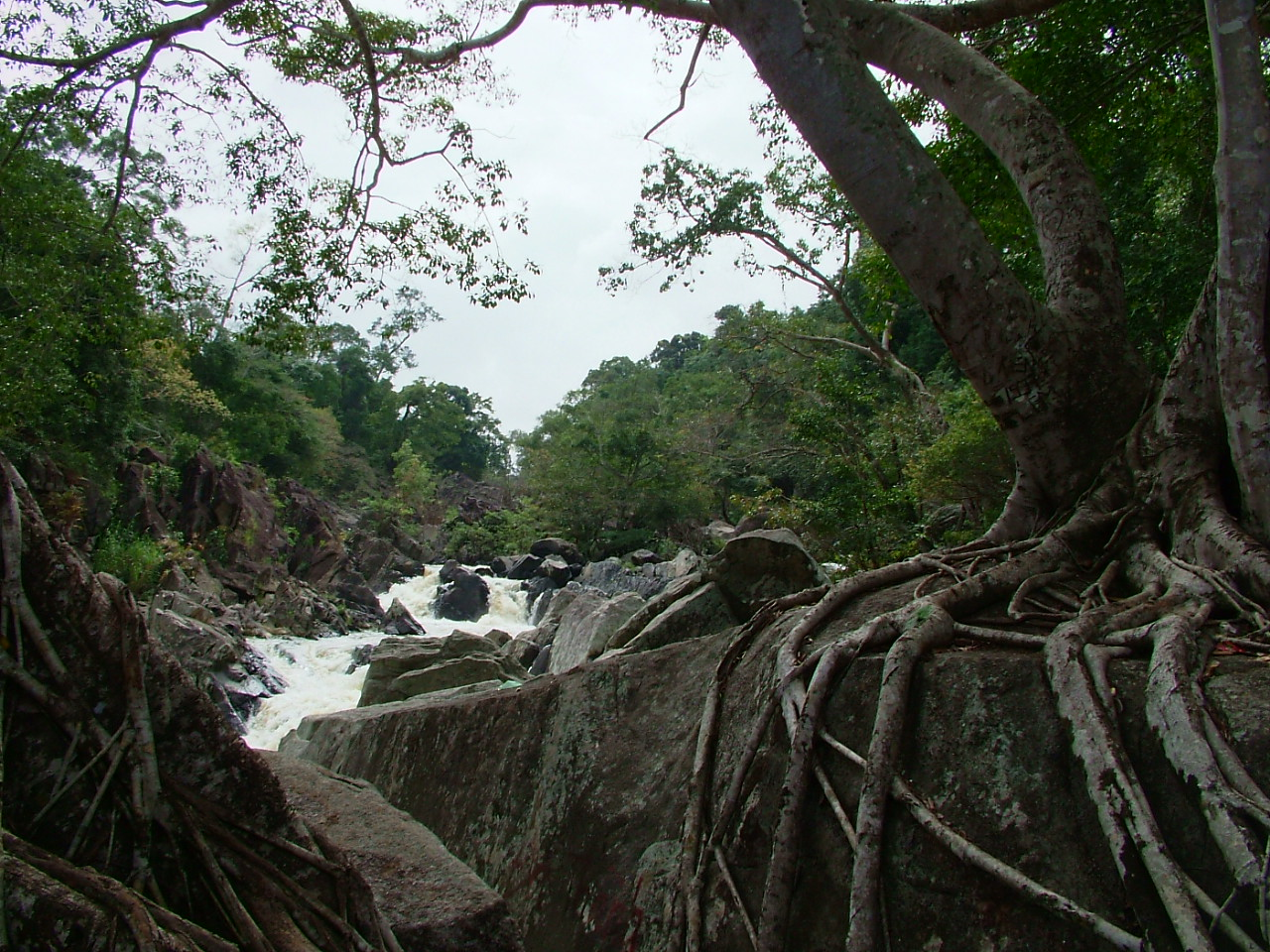
Thác Đray K'nao ở M'Drăk.
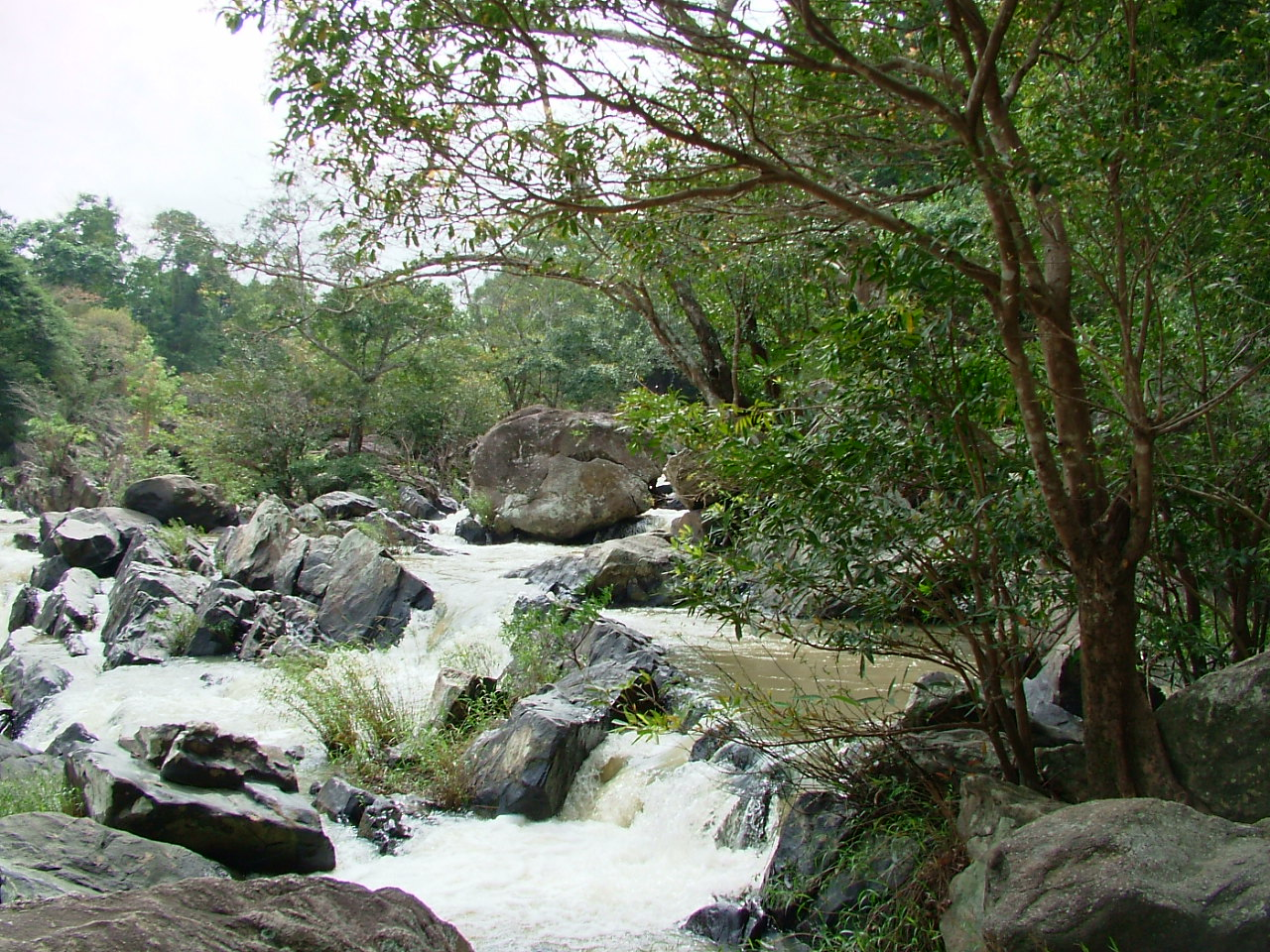
Thác Đray K'nao ở M'Drăk.
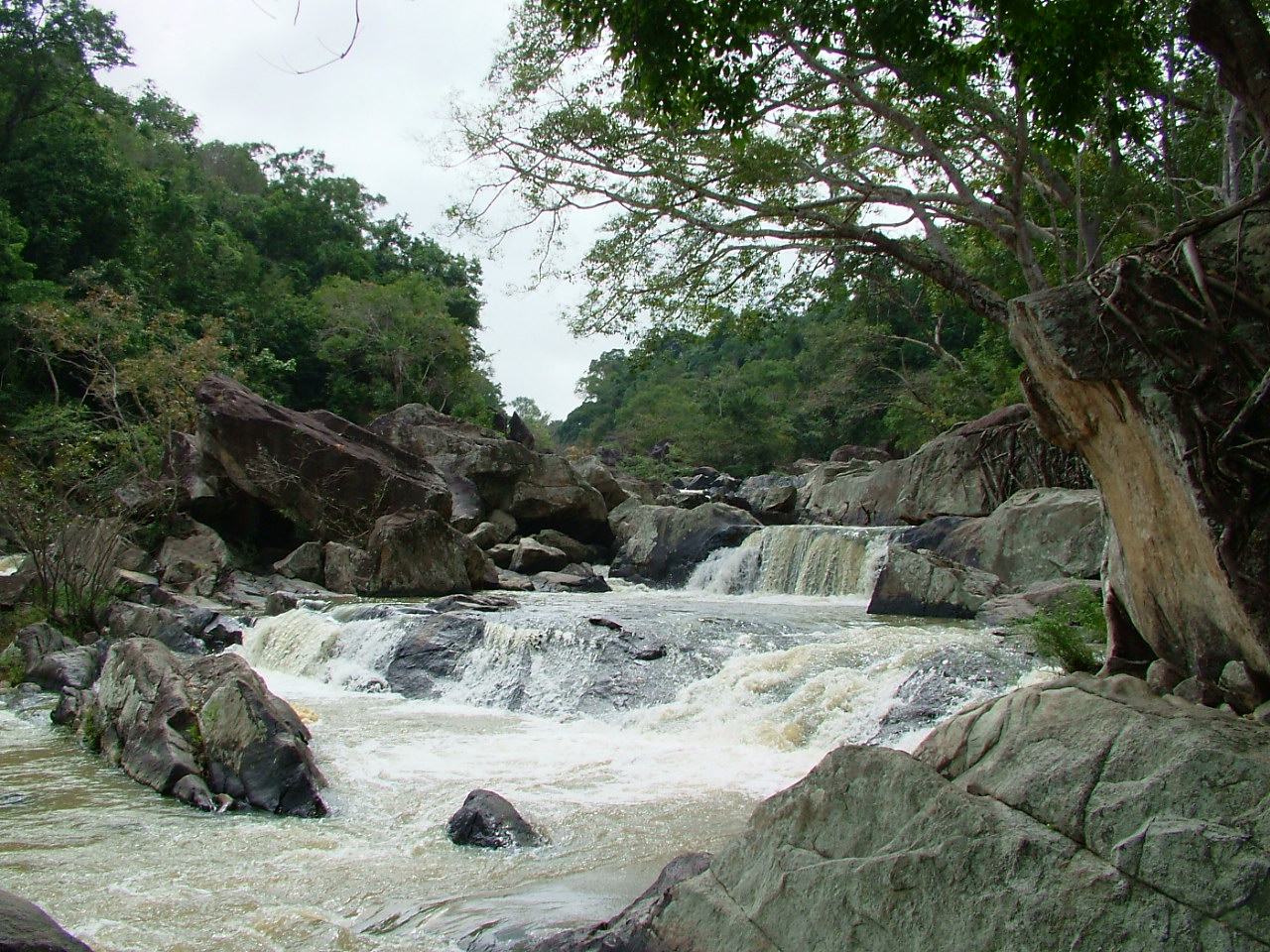
Thác Đray K'nao ở M'Drăk.
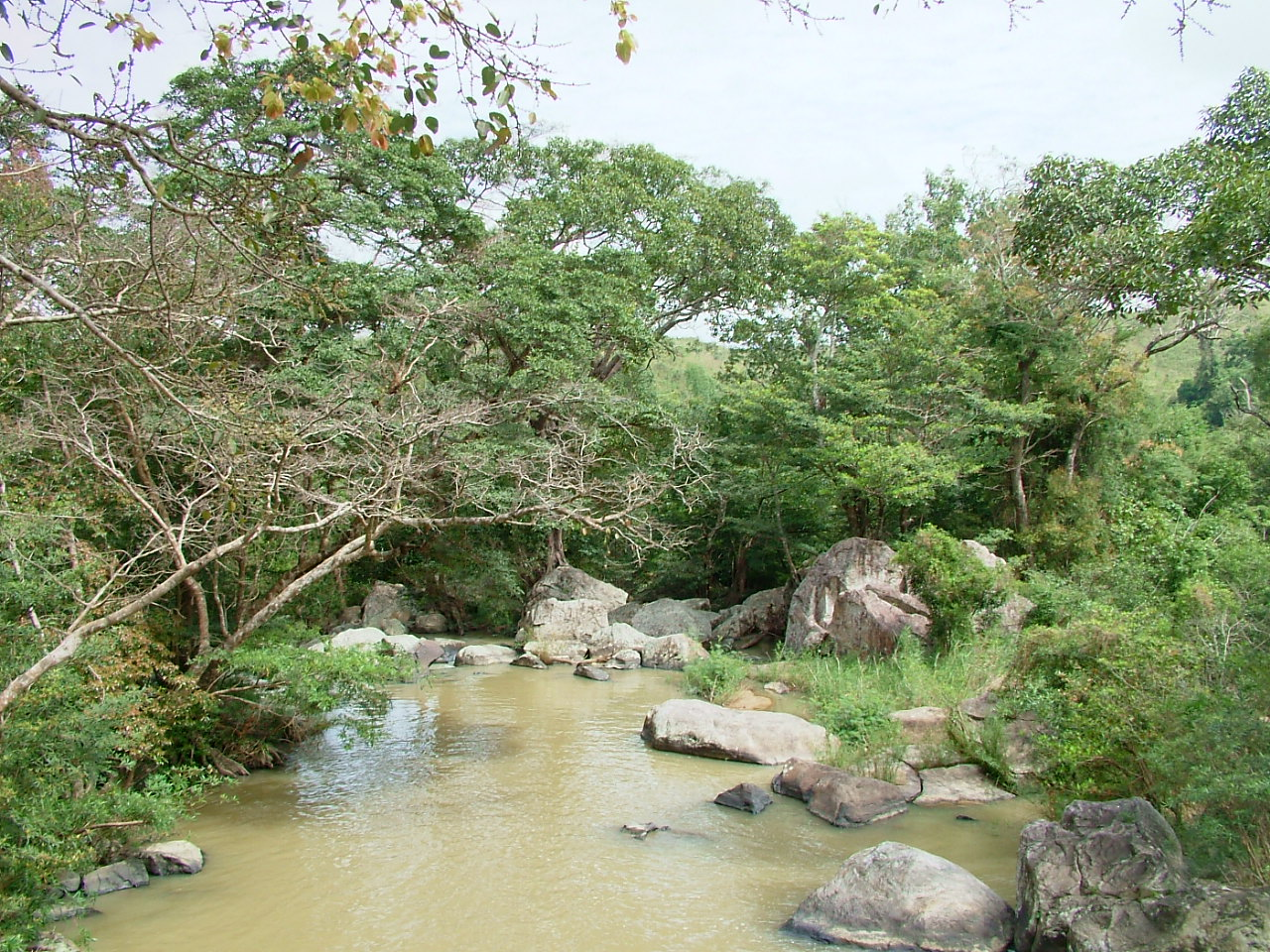
Thác Đray K'nao ở M'Drăk.
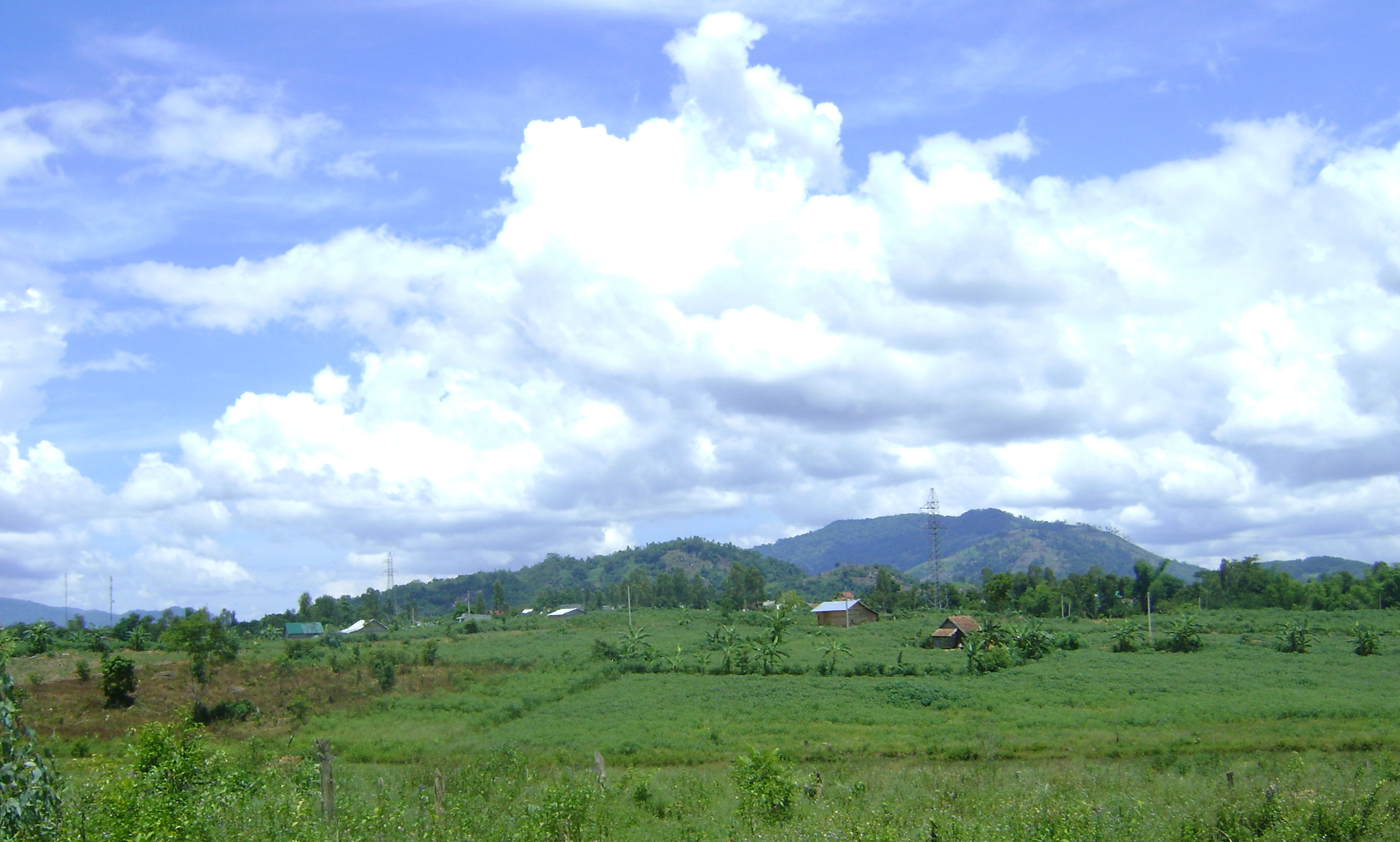
Cao nguyên M'Drắk những ngôi nhà thấp thoáng